# Raiffeisenkasse Überetsch
Die Raiffeisenkasse Überetsch (italienisch: Cassa Raiffeisen Oltradige) ist eine genossenschaftliche Lokalbank in Südtirol mit sechs Geschäftsstellen sowie einer Agentur und operiert im Überetsch und Tramin. Sie wurde 1972 gegründet und hat sich zu einer der größten Raiffeisenkassen Südtirols entwickelt (Bilanzsumme 31. Dezember 2019: 629 Mio. Euro).
Das Tätigkeitsgebiet im engeren Sinn teilt sich auf die Gemeinden Eppan, Kaltern und Tramin auf und umfasst über 26.000 Einwohner. Von den ca. 17.000 Kunden sind derzeit 4.701 auch Mitglied und somit Miteigentümer der Bank. Der Verwaltungssitz befindet sich am Rathausplatz in St. Michael/Eppan.
Zum Jahresende 2019 verzeichnete das Finanzinstitut 90 Angestellte.

## Geschichte
Angespornt von der Vision des Genossenschaftsgründers Friedrich Wilhelm Raiffeisen (1818–1888) und der Idee, eine Raiffeisenkasse in der Gemeinde Eppan zu gründen, begann im Jahre 1968 ein Gründungskomitee unter dem Vorsitz von Arnold Plunger mit seiner Arbeit. Zur gleichen Zeit wurde auch in der Gemeinde Kaltern der Wunsch stärker, die einst bestandene Raiffeisenkasse neu zu gründen. Hier war es der damalige Obmann der Ersten Kellereigenossenschaft Kaltern, Johann Sölva, der an der Spitze des Arbeitskomitees mit den Vorbereitungen begann.

### Chronik
- Am 25. März 1972 konnte die notarielle Gründung der Raiffeisenkasse St. Pauls/Eppan im Kinosaal in Eppan vorgenommen und mit ihr der erste Vorstand mit Arnold Plunger als Obmann gewählt werden.
- Bereits drei Tage später reichte die Raiffeisenkasse St. Pauls/Eppan beim Landesausschuss drei Anträge für die Errichtung weiterer Bankschalter in St. Michael/Eppan, Kaltern und Girlan ein.
- Am 10. November 1972 genehmigte der Landesausschuss die Eröffnung eines Bankschalters in St. Pauls und drei Tage später konnte die Raiffeisenkasse St. Pauls/Eppan unter der Leitung von Hansjörg Hechensteiner ihre Tätigkeit aufnehmen. Nach 35 Jahren öffnete somit im Überetsch erstmals wieder ein eigenes genossenschaftliches Bankinstitut einen Schalter, nachdem die Wirren des Faschismus die damalige Raiffeisenkasse zur Aufgabe gezwungen hatten.
- In den Jahren 1973 bis 1976 wurden nacheinander Geschäftsstellen in Kaltern, St. Michael und Girlan eröffnet und somit das Ziel die Hauptorte des Überetsch mit einem Raiffeisen-Bankschalter bedienen zu können erreicht. Zugleich wurde auch der Verwaltungssitz nach St. Michael/Eppan verlegt und die logische Konsequenz war die im Jahre 1977 durchgeführte Abänderung des Namens von Raiffeisenkasse St. Pauls/Eppan in Raiffeisenkasse Überetsch. Am 1. Juli 1997 trat der erste Direktor Hansjörg Hechensteiner in den Ruhestand, der während seiner 25-jährigen Tätigkeit die Raiffeisenkasse Überetsch zu einer der größten Raiffeisenkassen des Landes Südtirol aufgebaut hatte.

Weitere Eckpfeiler in der Geschichte der Raiffeisenkasse Überetsch waren der Abschluss der Umbauarbeiten und Neueröffnung des Verwaltungssitzes am Rathausplatz von St. Michael/Eppan im Jahre 1984, sowie die Eröffnung von Bankschaltern in Frangart (1985), Tramin (1990) und Kaltern – Bahnhofstraße (1994). Damit erreichte die Raiffeisenkasse Überetsch ihr auch heute noch bestehendes Netz an Geschäftsstellen und Agenturen zur Bedienung ihrer Mitglieder und Kunden im Überetsch und Tramin.